# سایمن مک‌کورکیندل
سایمن مک‌کورکیندل (انگلیسی: Simon MacCorkindale؛ ۱۲ فوریهٔ ۱۹۵۲ – ۱۴ اکتبر ۲۰۱۰) بازیگر، کارگردان فیلم، تهیه‌کننده فیلم و نویسنده اهل بریتانیا بود.
از فیلم‌ها یا برنامه‌های تلویزیونی که وی در آن نقش داشته‌است، می‌توان به عیسی ناصری، شکارچی حرفه‌ای، شهر هالبی، مرگ بر روی نیل، آرواره‌ها ۳، فرماندهٔ پرواز، نیروی عظیم و شمشیر و جادوگر اشاره کرد.